# Froschberg (Linz)
Froschberg ist ein Stadtteil in der oberösterreichischen Landeshauptstadt Linz und umfasst die bekannten Wohngebiete Bauernberg, Freinberg, Froschberg, Margarethen und Römerberg.

## Geographie
Der Stadtteil Froschberg liegt auf der Hügellandschaft, die sich westlich der Linzer Innenstadt erhebt und von Froschberg, Bauernberg, Freinberg und Römerberg gebildet wird. Der Stadtteil wird im Norden durch die Donau, im Osten durch die Bundesstraße 139, im Südosten durch die Westbahn und im Südwesten und Westen durch die Stadt Leonding begrenzt.
Der Stadtteil Froschberg liegt in den Katastralgemeinden Linz und Waldegg.

## Geschichte
Das Plateau des Freinbergs dürfte laut Streufunden bereits im Spätneolithikum besiedelt gewesen sein. Befestigungsanlagen sind von der späten Bronzezeit bis zur Spätlatènezeit nachgewiesen.
Die in den Linzer Sanden angelegten Kelleranlagen (Limonistollen, Cembrankeller, Märzenkeller und Aktienkeller) wurden zum Teil schon zur Römerzeit als Weinkeller benutzt. Im Zweiten Weltkrieg wurden diese Keller 1943 zunächst als Luftschutzbunker, dann jedoch als KZ-Außenlager Linz II für die Rüstungsproduktion ausgebaut.
Im Jahr 2014 wurden die drei früheren statistischen Bezirke Froschberg, Freinberg und Römerberg-Margarethen mit dem westlichen Teil des Volksgartenviertels zum neuen großen statistischen Bezirk und Stadtteil Froschberg zusammengelegt.

## Sehenswürdigkeiten
Denkmalgeschützte Objekte:
- Bauernberganlagen
- Burschenschafterturm als Teil der früheren Turmbefestigung rund um Linz
- Franz-Josefs-Warte
- Jägermayrhof
- Kalvarienbergkirche St. Margarethen
- Kapuzinerkirche
- Martinskirche
- Pfarrkirche St. Konrad

## Einrichtungen
- Botanischer Garten der Stadt Linz
- Kollegium Aloisianum
- Linzer Stadion (Gugl)
- Private Pädagogische Hochschule der Diözese Linz

## Persönlichkeiten
- Bernhard Eckerstorfer (* 1971), Theologe und Abt der Stifts Kremsmünster, wuchs am Froschberg auf.[2]